# Кундизди
Кундизди́ (каз. Құндызды) — село у складі Улькен-Наринського району Східноказахстанської області Казахстану. Входить до складу Новохайрузовського сільського округу.
Населення — 11 осіб (2021; 117 у 2009, 221 у 1999, 371 у 1989).
Національний склад станом на 1989 рік:
- казахи — 52 %
- росіяни — 44 %

До 1999 року село називалося Парамоновка.